# Весь (Владимирская область)
Весь — село в Суздальском районе Владимирской области России. Входит в состав Селецкого сельского поселения.
Село расположено на берегу реки Ирмес (приток Нерли), в 9 км к северо-западу от Суздаля.

## История

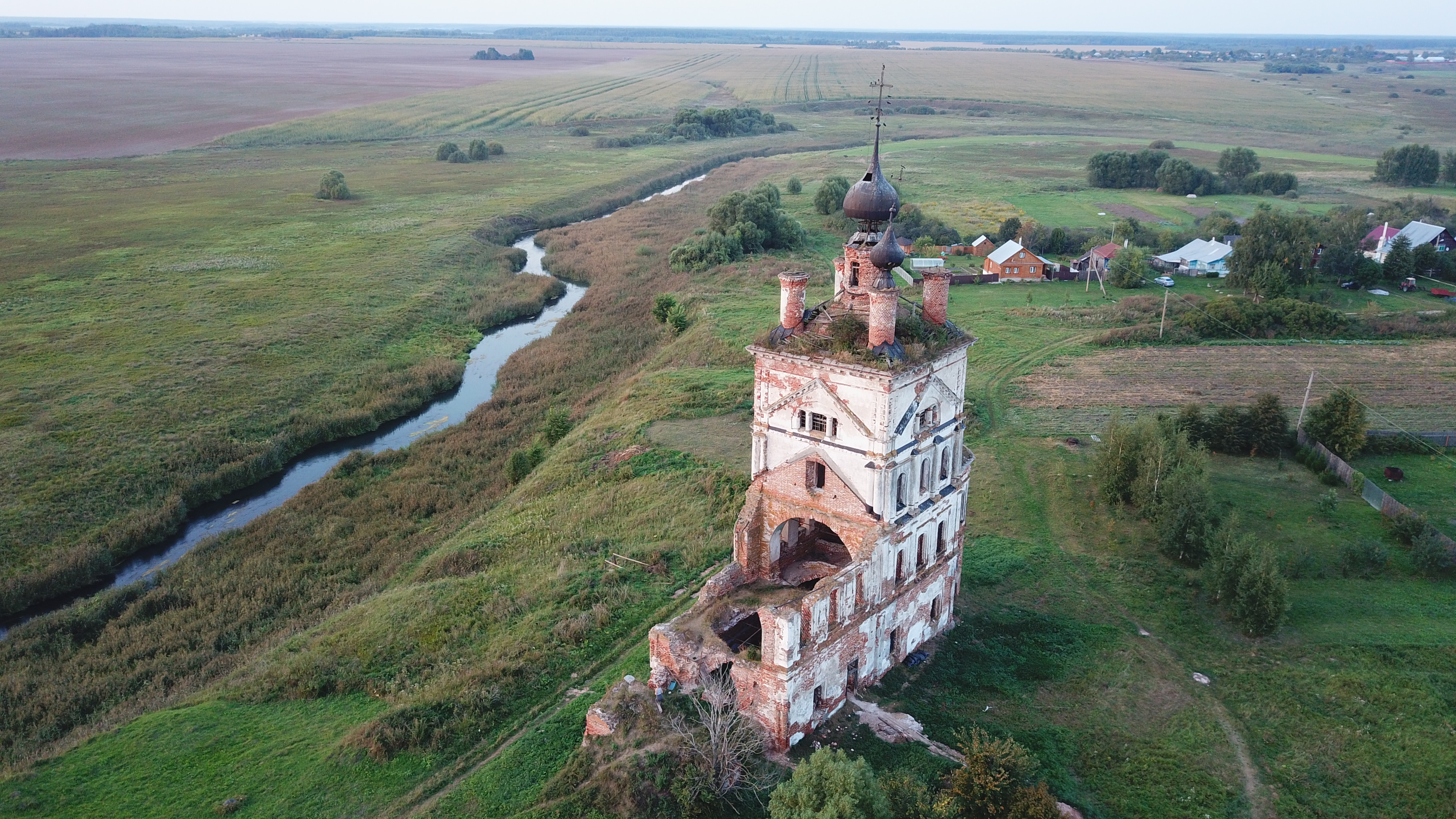
Церковь Михаила Архангела

Старинное поселение, по археологическим данным — возникло в XI веке. С XII века по 1764 год село было вотчиной владимирского Богородице-Рождественского монастыря. В письменных источниках первый деревянный храм упоминается как существовавший уже в 1556 году. Каменный двухэтажный и пятиглавый храм был построен на средства прихожан: нижний этаж тёплый, с престолом в честь Архистратига Михаила, построен в 1769 году, а верхний — холодный, с престолом в честь Живоначальной Троицы, построен в 1817 году. «Приход состоит из села Весь и деревни Кощеевой, всех дворов в приходе 240, душ муж. пола 622, а жен. 768 душ… церковные документы хранятся в целости: копии метрических книг с 1816 г., исповедные росписи с 1829 г… причта по штату положено: священник и псаломщик. Причт получает на свое содержание от требоисправлений и земли до 650 руб. в год. Дома у причта собственные, на церковной земле».
В конце XIX — начале XX века село входило в состав Яневской волости Суздальского уезда.
С 1929 года село являлось центром Весьского сельсовета Суздальского района, с 1954 года — в составе Романовского сельсовета,  с 1986 года — центр Весьского сельсовета, с 2005 года — в составе Селецкого сельского поселения.

## Население
| 1859 | 1897  | 1905  | 1926  | 2002 | 2010 | 2021 |
| ---- | ----- | ----- | ----- | ---- | ---- | ---- |
| 895  | ↗1117 | ↗1215 | ↗1645 | ↘614 | ↘612 | ↘596 |

## Инфраструктура
В селе имеются Весьская основная общеобразовательная школа (открыта в 1990 году), детский сад, клуб, отделение почтовой связи.

## Достопримечательности
На территории села находится комплекс памятников археологии: меряно-славянское селище (IX—XIII) и ряд древнерусских селищ (XI—XIII).
Сохранились памятники архитектуры: храм во имя Михаила Архангела (1769, 1817), храм во имя святого благоверного Великого Князя Александра (1867). 12 ноября 2010 года Александро-Невская церковь передана Владимирской епархии Русской православной церкви в бессрочное безвозмездное пользование.